# Metropol Motors Corporation

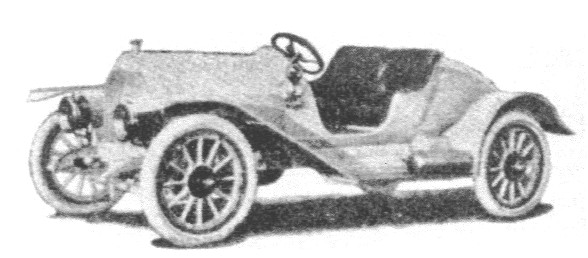
Metropol Model C von 1914

Metropol Motors Corporation war ein US-amerikanischer Hersteller von Automobilen.

## Unternehmensgeschichte
Das Unternehmen wurde 1913 in Port Jefferson im US-Bundesstaat New York gegründet. Die Only Motor Car Company gilt als Vorgänger. Im gleichen Jahr begann die Produktion von Automobilen. Der Markenname lautete Metropol. Designer war Francois Richard. Im April 1914 wurden finanzielle Probleme bekannt, weil eine Rechnung für Anzeigen über 136 US-Dollar nicht bezahlt wurde. In dem Jahr endete die Produktion.
Im November 1914 übernahm die Finley Robertson Porter Company das Werk.

## Fahrzeuge
1913 gab es nur ein Modell. Es hatte einen Vierzylindermotor mit 107,95 mm Bohrung, 200,025 mm Hub und 7323 cm³ Hubraum. Er war mit 30 PS eingestuft, leistete aber tatsächlich 90 PS. Das Fahrgestell hatte 292 cm Radstand. Der Aufbau war ein Speedster mit zwei Sitzen. Der Neupreis betrug 1475 Dollar.
1914 wurde daraus das Metropol Model C. Der zweisitzige Aufbau wurde nun Roadster genannt. Ansonsten sind keine Unterschiede bekannt. Den gleichen Motor hatten auch das Model D als fünfsitziger Tourenwagen und das Model E als zweisitziger Racer.

## Modellübersicht
| Jahr | Modell  | Zylinder | Leistung (PS) | Radstand (cm) | Aufbau               |
| ---- | ------- | -------- | ------------- | ------------- | -------------------- |
| 1913 | Four    | 4        | 90            | 292           | Speedster 2-sitzig   |
| 1914 | Model C | 4        | 90            | 292           | Roadster 2-sitzig    |
| 1914 | Model D | 4        | 90            | 292           | Tourenwagen 5-sitzig |
| 1914 | Model E | 4        | 90            | 292           | Racer 2-sitzig       |